# 3595 Gallagher
3595 Gallagher este un asteroid din centura principală, descoperit pe 15 octombrie 1985 de Edward Bowell.